# Maxime Venot-Petit
Maxime Venot-Petit (Amiens, ...) è un giocatore di football americano francese che gioca come defensive back per i Seinäjoki Crocodiles.

## Palmarès
- 1 Europeo (2018)